# شيم يي يونج
شيم يي يونج (بالكورية: 심이영)‏ هي ممثلة كورية جنوبية، ولدت يوم 31 يناير 1980 في سول في كوريا الجنوبية.

## روابط خارجية
- شيم يي يونج على موقع IMDb (الإنجليزية)
- شيم يي يونج على موقع ألو سيني (الفرنسية)
- شيم يي يونج على موقع ميوزك برينز (الإنجليزية)
- شيم يي يونج على موقع قاعدة بيانات الفيلم (الإنجليزية)
- شيم يي يونج على موقع كينوبويسك (الروسية)